# Larmkogel
Larmkogel är en bergstopp i Österrike. Den ligger i distriktet Zell am See och förbundslandet Salzburg, i den centrala delen av landet. Toppen på Larmkogel är 3 017 meter över havet, eller 441 meter över den omgivande terrängen.
Den högsta punkten i närheten är Kratzenberg, 3 022 meter över havet, söder om Larmkogel.
Trakten runt Larmkogel består i huvudsak av kala bergstoppar och isformationer.